# 1971-es Le Mans-i 24 órás verseny
A 39. Le Mans-i 24 órás versenyt 1971. június 12. és június 13. között rendezték meg.

## Végeredmény
|    | Kategória | #  | Csapat                                | Versenyzők                              | Modell            | Motor                | Körök |
| -- | --------- | -- | ------------------------------------- | --------------------------------------- | ----------------- | -------------------- | ----- |
| 1  | S 5.0     | 22 | Martini Racing Team                   | Dr. Helmut Marko Gijs van Lennep        | Porsche 917K      | Porsche 4.9L Flat-12 | 397   |
| 2  | S 5.0     | 19 | John Wyer Automotive Engineering Ltd. | Richard Attwood Herbert Müller          | Porsche 917K      | Porsche 4.9L Flat-12 | 395   |
| 3  | S 5.0     | 12 | North American Racing Team (NART)     | Sam Posey Tony Adamowicz                | Ferrari 512M      | Ferrari 5.0L V12     | 366   |
| 4  | S 5.0     | 16 | David Piper Autorace                  | Chris Craft David Weir                  | Ferrari 512M      | Ferrari 5.0L V12     | 355   |
| 5  | S 5.0     | 58 | North American Racing Team (NART)     | Bob Grossman Luigi Chinetti Jr.         | Ferrari 365 GTB/4 | Ferrari 4.4L V12     | 314   |
| 6  | GT +2.0   | 63 | ASA Cachia Bundi                      | Raymond Touroul André Anselme           | Porsche 911S      | Porsche 2.4L Flat-6  | 306   |
| 7  | P 2.0     | 49 | André Wicky Racing Team               | Walter Brun Peter Mattli                | Porsche 907       | Porsche 2.0L Flat-6  | 306   |
| 8  | GT +2.0   | 38 | René Mazzia                           | René Mazzia Jürgen Barth                | Porsche 911EC     | Porsche 2.4L Flat-6  | 303   |
| 9  | GT +2.0   | 42 | Jean Mésange                          | Jean Mésange "Gédéhem"                  | Porsche 911S      | Porsche 2.2L Flat-6  | 298   |
| 10 | GT +2.0   | 26 | Nicolas Koob                          | Erwin Kremer Nicolas Koob Günther Huber | Porsche 911S      | Porsche 2.4L Flat-6  | 292   |
| 11 | GT +2.0   | 39 | A.G.A.C.I.                            | Guy Verrier Gérard Foucault             | Porsche 911S      | Porsche 2.2L Flat-6  | 290   |
| 12 | GT +2.0   | 44 | The Paul Watson Race Organisation     | Paul Vestey Richard Bond                | Porsche 911S      | Porsche 2.2L Flat-6  | 286   |
| 13 | GT +2.0   | 36 | Écurie Jean Sage                      | Björn Waldegård Bernard Cheneviére      | Porsche 911S      | Porsche 2.4L Flat-6  | 263   |

## Nem értékelhető
|    | Kategória | #  | Csapat             | Versenyzők                   | Modell     | Motor                     | Körök |
| -- | --------- | -- | ------------------ | ---------------------------- | ---------- | ------------------------- | ----- |
| 14 | P 3.0     | 24 | Automobiles Ligier | Guy Ligier Patrick Depailler | Ligier JS3 | Ford Cosworth DFV 3.0L V8 | 270   |

### Nem ért célba
|    | Kategória | #  | Csapat                                      | Versenyzők                             | Modell                      | Motor                     | Körök |
| -- | --------- | -- | ------------------------------------------- | -------------------------------------- | --------------------------- | ------------------------- | ----- |
| 15 | GT +2.0   | 35 | Pierre Greub                                | Sylvain Garant Pierre Greub            | Porsche 911S                | Porsche 2.4L Flat-6       |       |
| 16 | S 5.0     | 57 | Zitro Racing Team / Dominique Martin        | Dominique Martin Gérard Pillon         | Porsche 917K                | Porsche 4.5L Flat-12      |       |
| 17 | P 3.0     | 29 | André Wicky Racing Team                     | André Wicky Max Cohen-Olivar           | Porsche 908/2               | Porsche 3.0L Flat-8       |       |
| 18 | S 5.0     | 17 | John Wyer Automotive Engineering Ltd.       | Jo Siffert Derek Bell                  | Porsche 917L                | Porsche 4.9L Flat-12      |       |
| 19 | P 3.0     | 32 | Equipe Matra-Simca                          | Chris Amon Jean-Pierre Beltoise        | Matra-Simca MS660           | Matra 3.0L V12            |       |
| 20 | S 5.0     | 9  | Ecurie Francorchamps                        | Hughes de Fierlandt Alain de Cadenet   | Ferrari 512M                | Ferrari 5.0L V12          |       |
| 21 | S 5.0     | 6  | Scuderia Filipinetti Scuderia Picchio Rosso | Corrado Manfredini Giancarlo Gagliardi | Ferrari 512M                | Ferrari 5.0L V12          |       |
| 22 | GT 2.0    | 47 | André Wicky Racing Team                     | Jean-Jacques Cochet Jean Selz          | Porsche 911S                | Porsche 2.0L Flat-6       |       |
| 23 | GT +2.0   | 1  | Écurie Léopard                              | Jean-Claude Aubriet Jean-Pierre Rouget | Chevrolet Corvette Stingray | Chevrolet 7.0L V8         |       |
| 24 | P 3.0     | 30 | Louis Cosson                                | Louis Cosson Helmut Leuze              | Porsche 908/2               | Porsche 3.0L Flat-8       |       |
| 25 | GT 2.0    | 69 | Autohaus Max Moritz GmbH                    | Gerd F. Quist Dietrich Krum            | Porsche 914/6 GT            | Porsche 2.0L Flat-6       |       |
| 26 | GT +2.0   | 2  | Greder Racing                               | Marie-Claude Charmasson Henri Greder   | Chevrolet Corvette Stingray | Chevrolet 7.0L V8         |       |
| 27 | S 5.0     | 18 | John Wyer Automotive Engineering Ltd.       | Pedro Rodriguez Jackie Oliver          | Porsche 917L                | Porsche 4.9L Flat-12      |       |
| 28 | S 5.0     | 15 | Escuderia Montjuich                         | José Juncadella Nino Vaccarella        | Ferrari 512M                | Ferrari 5.0L V12          |       |
| 29 | P 3.0     | 28 | Auguste Veuillet / Établissement Sonauto    | Claude Ballot-Léna Guy Chasseuil       | Porsche 908/2               | Porsche 3.0L Flat-8       |       |
| 30 | S 5.0     | 7  | Scuderia Filipinetti                        | Mike Parkes Henri Pescarolo            | Ferrari 512F                | Ferrari 5.0L V12          |       |
| 31 | GT +2.0   | 65 | Jacques Dechaumel                           | Jacques Dechaumel Jean-Claude Parot    | Porsche 911S                | Porsche 2.3L Flat-6       |       |
| 32 | S 5.0     | 23 | Martini Racing Team                         | Reinhold Joest Willi Kauhsen           | Porsche 917/20 "Pink Pig"   | Porsche 4.9L Flat-12      |       |
| 33 | S 5.0     | 21 | Martini Racing Team                         | Vic Elford Gerard Larrousse            | Porsche 917L                | Porsche 4.9L Flat-12      |       |
| 34 | GT +2.0   | 33 | Rey Racing                                  | Jean-Pierre Cassegrain Jacques Rey     | Porsche 911S                | Porsche 2.4L Flat-6       |       |
| 35 | GT 2.0    | 46 | Ecurie Porsche Club Romand                  | Paul Keller Jean Sage                  | Porsche 914/6 GT            | Porsche 2.0L Flat-6       |       |
| 36 | GT +2.0   | 34 | Richie Ginther Racing Inc.                  | Alain Johnson Elliot Forbes-Robinson   | Porsche 911S                | Porsche 2.4L Flat-6       |       |
| 37 | GT +2.0   | 37 | Pierre Mauroy                               | Pierre Mauroy Jean-Claude Lagniez      | Porsche 911S                | Porsche 2.4L Flat-6       |       |
| 38 | GT +2.0   | 40 | Jean Egreteaud                              | Jean Egreteaud Jean-Marie Jacquemin    | Porsche 911S                | Porsche 2.2L Flat-6       |       |
| 39 | GT +2.0   | 41 | Jean-Pierre Gaban                           | Jean-Pierre Gaban Willy Braillard      | Porsche 911S                | Porsche 2.2L Flat-6       |       |
| 40 | P 2.0     | 50 | Camel Filters Team Huron                    | Guy Edwards Roger Enever               | Lola T212                   | Ford Cosworth FVC 1.8L I4 |       |
| 41 | S 5.0     | 11 | Roger Penske / Kirk F. White                | Mark Donohue David Hobbs               | Ferrari 512M/P              | Ferrari 5.0L V12          |       |
| 42 | S 5.0     | 10 | Gelo Racing Team                            | Georg Loos Franz Pesch                 | Ferrari 512M                | Ferrari 5.0L V12          |       |
| 43 | P 3.0     | 60 | Claude Haldi                                | Claude Haldi Hans-Dieter Weigel        | Porsche 908/2               | Porsche 3.0L Flat-8       |       |
| 44 | S 5.0     | 14 | North American Racing Team (NART)           | Masten Gregory George Eaton            | Ferrari 512S Spyder         | Ferrari 5.0L V12          |       |
| 45 | GT +2.0   | 66 | Rey Racing                                  | Jean-Claude Guérie Claude Mathurin     | Porsche 911S                | Porsche 2.4L Flat-6       |       |
| 46 | GT +2.0   | 48 | Jean-Pierre Hanrioud                        | Jean-Pierre Hanrioud Mario Ilotte      | Porsche 911S                | Porsche 2.2L Flat-6       |       |
| 47 | GT +2.0   | 43 | François Migault                            | Jean-Pierre Bodin Gilbert Courthiade   | Porsche 911S                | Porsche 2.2L Flat-6       |       |
| 48 | P 3.0     | 27 | Christian Poirot                            | Christian Poirot Jean-Claude Andruet   | Porsche 910                 | Porsche 3.0L Flat-8       |       |
| 49 | S 5.0     | 5  | Racing Team VDS                             | Teddy Pilette Gustave Gosselin         | Lola T70 Mk.IIIB            | Chevrolet 5.0L V8         |       |